# Polyura lombokianus
Polyura lombokianus är en fjärilsart som beskrevs av Hans Fruhstorfer 1898. Polyura lombokianus ingår i släktet Polyura och familjen praktfjärilar. Inga underarter finns listade i Catalogue of Life.